# Hopfersche Papierfabrik

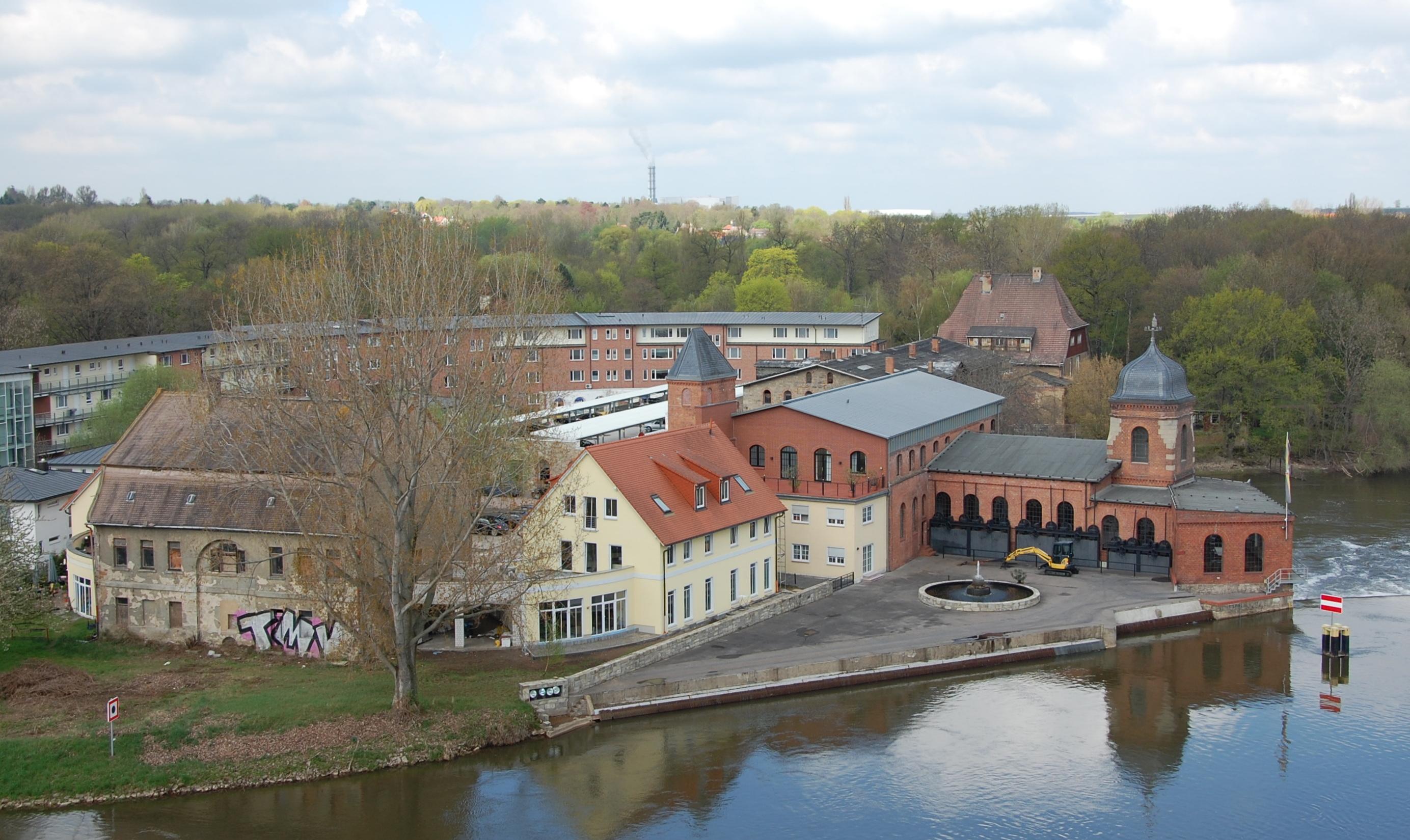
Hopfersche Papierfabrik, 2013

Die Hopfersche Papierfabrik ist eine denkmalgeschützte ehemalige Papierfabrik in Bernburg (Saale) in Sachsen-Anhalt.

## Lage
Die Fabrikgebäude befinden sich an der Adresse Am Rosenhag 3, 5 auf der Saalehalbinsel am linken Ufers der Saale unterhalb des Schlosses Bernburg.

## Architektur und Geschichte
Ab 1805 errichtete August Hopfer hier eine Papiermühle. 1806 wurde das Wohnhaus des Mühlenbesitzers gebaut. Es verfügt über viertelkreisförmige Verbinder. Über dem Portal steht: „Gottfried Hopfer und Elise Hopfer erbauten diese Fabrique 1806“. Darüber hinaus entstand eine Holländermühle mit zwei Wasserrädern und einem Beiwerk auf dem Saalewehr sowie Niederlagegebäude. Im April 1807 erhielten die Hopfers ein exklusiv vergebenes herzogliches Privileg auf Lumpensammlung.
Nach dem Tode Hopfers mussten seine Erben illegale Lumpensammler anzeigen, woraufhin die Herzoglich Anhaltische Kammer am 29. November 1837 verfügte, dass nur die Hopferschen Erben in der Stadt Bernburg und den Ämtern Bernburg und Plötzkau Lumpen sammeln dürfen. Verstöße dagegen wurden mit empfindlichen Geldstrafen geahndet. 
Eine Modernisierung der Anlage erfolgte ab dem Jahr 1854 durch Eduard Hopfer. Dabei wurde eine neue Papierfabrik mit einem Dampfmaschinenhaus, ein zweites Holländergebäude, eine Lumpenkocherei, ein Fabrikgebäude mit Sortiersälen, ein Maschinengebäude mit einem Dampfkesselhaus, eine Glasurmühle und ein Kesselhaus errichtet.
1872 folgte dann der Bau eines Wasserkraftwerkes. Zugleich wurde das Holländergebäude zum Maschinensaal umgenutzt. Außerdem begannen die Planungen zur Anlage des Bosketts sowie einer vor dem Wohnhaus vorgesehenen Fontäne.
Im Jahr 1878 erwarben die Brüder Lange die Fabrik. Diese kauften die nahe Handpapiermühle von Hinze und die Glasurmühle der Fayencefabrik von Jannasch hinzu und erweiterten so das Fabrikgelände beträchtlich. Die Langes bauten sich auf der Erweiterung auch ein damals modernes Wohnhaus. Die Brüder Lange produzierten vorrangig aus Kiefernholz Zeitungspapier, ein damals lange vor Rundfunk und Fernsehen sehr lohnendes Geschäft. Die Tageszeitungen versorgten flächendeckend mit Nachrichten. Viele Betriebe beschäftigten sogar Vorleser aus Zeitungen. 
1890 wurde Anstelle des Beiwerks auf dem Saalewehr ein neues Turbinenhaus errichtet. Um 1900 entstand am Eingang zum Betriebsgelände die neue Villa Am Rosenhag 1. In den Jahren 1908/09 fand eine Erweiterung der Anlage statt. In den 1920er Jahren kam es inflationsbedingt zu einer vorübergehenden Einstellung der Papierproduktion. 1932 wurde eine der drei Francisturbinen durch eine bauähnliche Turbine der Firma B. Maier KG, Brackwede, ersetzt. 1938 wurde das Wehr modifiziert, was langfristig die Turbinen schädigte.
In der DDR war der VEB Papierfabrik Bernburg in der Krumbholzallee 1 eine wichtige Produktionsstätte. 1946 waren in der Papiermühle noch drei Wasserturbinen mit einer Gesamtleistung von 1030 Kilowatt in Betrieb. Sie lieferten bis 1968 Strom aus Wasserkraft. 1972 mussten diese Turbinen ganz stillgelegt werden, weil sie nach der Modifizierung des Wehrs 1938 zu Schäden und Ausfällen infolge von Materialüberlastungen führten. Für diese Vorkriegstechnik gingen die Ersatzteile aus, weil deren Hersteller auf der anderen Seite der innerdeutschen Grenze saßen. Außerdem setzte die DDR politisch auf die Braunkohleverstromung. Die Bernburger Papierfabrik war so relevant, dass auf Fremdstrom umgestellt wurde. Sie produzierte ab 1969 als Werk IV Bernburg der VEB Vereinigten Zellstoff- und Papierfabriken Merseburg bis zur Wende und friedliche Revolution in der DDR. Auch der Betriebsteil Calbe unterstand damals der Bernburger Papierfabrik. In der Papierprobensammlung des Deutschen Buch- und Schriftmuseums haben sich noch Packpapier von 1961 und Asbestpapier von 1978 erhalten.
Ein westdeutscher Investor versuchte 1990 angeblich, den DDR-Betrieb in die Marktwirtschaft zu führen. Aber schon 1991 wurde ein großer Teil der Fabrikgebäude abgerissen. Das Wohnhaus von 1806, das modernisierte Turbinen- und Maschinenhaus sowie das Fabrikgebäude mit den Sortiersälen blieben jedoch erhalten. Vom großen Gebäude der eigentlichen Papiermühle blieben nur Teile der Mauern erhalten. Es wurde ein Parkdeck eingebaut. 
Bereits 1992 verkaufte der Investor das Gelände der früheren Papierfabrik weiter - an den aus Rheda-Wiedenbrück (Westfalen) stammenden Rainer Mönchmeier. Dieser wollte mit der Wasserkraft Geld verdienen - und mit einem Weiterverkauf des Restgeländes. Am 1. September 1993 gingen die ersten beiden Turbinen ans Netz. 
1994 verkaufte Mönchmeier den Großteil des Areals auf der Saalehalbinsel und behielten nur die Wasserkraftanlage, die er 1997 um eine dritte Turbine verstärkte. Nach seinem Tod 2006 kauften seine beiden Söhne 2007 auch die Wasserkraftanlage in der früheren Saalemühle von einem anderen Betreiber. Danach erzeugten fünf Turbinen Strom für den Familienbetrieb, die jährlich insgesamt rund elf Millionen Kilowattstunden ins Stadtwerke-Netz eingespeisen, mit denen der Bedarf jedes fünften Privathaushalts in Bernburg gedeckt wird. 2019 verkaufte Mathias Mönchmeier die Wasserkraftanlage an einen neuen Eigentümer. Die drei technischen Mitarbeiter, die die Wasserkraftanlagen warten und überwachen, wurden vom neuen Betreiber übernommen.
Das denkmalgeschützte Mühlengebäude konnte wegen dem Schall der Anlage noch nicht vermarktet werden. Die entsprechende Dämmungstechnik ist sehr kostenintensiv und nicht rentabel.
Große Teile des ehemaligen Betriebsgeländes wurden mit einer Wohnanlage bebaut.
Hier liegt insbesondere die PRO VITA Am Rosenhag mit 131 Plätzen Service-Wohnen in 70 Einzel- und Doppelzimmern für alte und pflegebedürftige Menschen.
Im örtlichen Denkmalverzeichnis ist die Fabrik unter der Erfassungsnummer 094 60063 als Baudenkmal verzeichnet.